# Jatzkow

Wappen der polnischen Ryś, hier der Jatzkow / Jackowski

Jatzkow, in Polen: Nostitz-Jackowski, ist der Name eines hinterpommerisch-pommerellischen Adelsgeschlechts.

## Geschichte
Der Sage nach trug zu Beginn des 16. Jahrhunderts eine Erbtochter als letzte ihres Geschlechts das Gut Jatzkow dem Ordensritter Albrecht Nostitz als Mitgift zu, der sich daraufhin Nostitz-Jackowski nannte. Aus der Ehe gingen dann vier Söhne hervor, die sich je nach ihren Gütern Nostitz-Bąkowski auch Jackowski Bąkowskich, Nostitz-Choczowski, Nostitz-Lewartowski und Nostitz-Jackowski oder Nostycz-Jackowski nannten. Eine tatsächliche agnatische Verwandtschaft mit den schlesischen Nostitz konnte nie nachgewiesen werden.

### Lauenburg
Im Lauenburgischen, wo die Familie in der gesamten Folgezeit zu den namhaftesten und wohlhabendsten Geschlechtern gezählt wurden, nannte sich das Geschlecht unter der Herrschaft der Pommern-Herzöge und brandenburgischen Kurfürsten und Könige deutsch: Jatzkow.
Elzow nennt bereits für das Jahr 1485 einen als Zeugen aufgetretenen Nicolaus ohne dafür glaubhafte Quellen vorzuweisen. In der Musterrolle von 1523 wird dann ein Peter, begütert zu Schwartow genannt. Mit Georg Albrecht von Jatzkow († 1732), der im Jahre 1696 kurfürstlich brandenburgischer Oberlandeshauptmann zu Lauenburg und Bütow wurde, hat die Familie einen lokal bedeutenden Repräsentanten hervorgebracht. Im 18. Jahrhundert hat die lauenburgische Linie ihren Ausgang gefunden.

### Pommerellen
In Preußen Königlichen Anteils nannte sich das Geschlecht weiterhin Nostitz-Jackowski. Diesen Namen behielten sie auch nach der ersten Teilung Polens bei und führen ihn in Polen bis zum heutigen Tage. Ab dem Jahre 1857 stellte das Geschlecht mit Hiacynt von Jackowski (* 1805; † 1877) einen Landschaftsrat im Kreis Löbau, resp. für Preußisch Stargardt. Die Familie begriff sich stets mehrheitlich als polnisches Adelsgeschlecht und organisierte sich entsprechend in der Preußen gegenüber kritisch aufgestellten polnisch-katholischen Opposition. Angaben in der Neuen Deutschen Biographie zufolge muss auch eine Nobilitierung in den Grafenstand an diese Linie gekommen sein.

## Besitz
- Bei Lauenburg: Anteilig Gardkowice, Groß und Klein Gnevin, Gottschow, Lantow, Bargędzino, Biebrowo, Borkowo, Dziechlino, Jęczewo, Kierzkowo, Lisewo, Pogorszewo, Prebendow, Sasino und Schwartow.
- Bei Kulm: Grodziczno, Iwanki, Linowiec, Ostaszewo, Rynek und Trzcin.

## Wappen
Das Wappen der Jatzkow bzw. Nostitz-Jackowski gehört zur polnischen Wappengemeinschaft Ryś. Es zeigt in Blau einen zum Sprung ansetzenden silbernen gekrönten Panther. Auf dem Helm mit gold-blauen Decken, über einem goldenen Stern drei blaue Lilien.

## Angehörige
- Hiacynt von Jackowski (1805–1877), westpreußischer Rittergutsbesitzer und Politiker
- Henry Nostitz-Jackowski (1885–1948), polnischer Maler